# RoboCop
« Robocop » redirige ici. Pour les autres significations, voir Robocop (homonymie).
Série RoboCop
RoboCop 2
(1990)
Pour plus de détails, voir Fiche technique et Distribution.
RoboCop est un film américain de science-fiction réalisé par Paul Verhoeven, sorti en 1987.
Scénarisé par Edward Neumeier et Michael Miner, le film met en vedette les acteurs Peter Weller, Nancy Allen, Daniel O'Herlihy, Ronny Cox, Kurtwood Smith et Miguel Ferrer. Il prend place dans un avenir proche aux États-Unis, à Détroit dans le Michigan, et fait le récit d'une société dystopique et corrompue, gangrenée par une importante criminalité.
Lors d'une intervention de police, l'officier Alex Murphy (Peter Weller) est brutalement assassiné par les membres d'un gang de criminels qu'il poursuivait. Mais il est peu après ramené à la vie par l'OCP, un important conglomérat militaro-industriel et commercial qui le transforme en robot-policier, le RoboCop. Ignorant tout de son ancienne vie, RoboCop mène une campagne brutale contre le crime tout en récupérant des fragments persistants de son humanité perdue, ce qui l'amènera à enquêter sur son existence passée.
RoboCop a été un succès financier surprise lors de sa sortie en juillet 1987, obtenant une recette de 53,4 millions de dollars. Les critiques ont salué le film comme un exemple de film d'action intelligent qui possédait un message philosophique et une satire plus profonde, mais avec des réserves sur l'extrême violence tout au long du film. Il a été nommé pour plusieurs prix et a reçu un Oscar et de nombreux Saturn Awards.

## Synopsis
À la fin du XXe siècle dans la ville de Détroit aux États-Unis, l'Omni Cartel des Produits (OCP), un important conglomérat militaro-industriel et commercial, a la mainmise sur divers marchés lucratifs comme, entre autres, l'armement, la conception et la fabrication de robots et de prothèses médicales mais aussi plus marginalement la gestion du département de la police de Détroit.
Cependant, les hauts dirigeants de l'OCP ont un rêve : « Delta City », une mégalopole futuriste qui remplacera la vieille cité de Détroit moribonde. En effet, la ville est gangrenée par une criminalité de plus en plus violente. Comme l'explique le président de l'OCP, « ce cancer » que représente le crime doit être éradiqué avant l'embauche massive de « deux millions de nouveaux ouvriers qui insuffleront la vie dans cette cité », ajoutant : « il est temps de rétablir l'équilibre en faveur de la loi et de l'ordre ! »
Au quartier général de l'OCP, le vice-président, Richard « Dick » Jones, présente à la direction son projet de robot-policier, l'ED-209 (en). Selon lui, la ville a besoin d'« un policier qui fonctionne 24 heures sur 24, qui n'a besoin ni de manger ni de dormir, doté d'une grande puissance de feu et des réflexes adéquats ». Une démonstration est alors improvisée dans la salle de réunion entre un prototype ED-209 et un cadre de l'OCP qui simule un voyou armé. Malheureusement, l'expérience vire au carnage, l'ED-209 abattant le « cobaye » de l'expérience en le criblant de balles de gros calibre : bien que le volontaire ait obéi au robot en jetant son arme sur le sol, il semble que celui-ci n'a pas enregistré ce détail et a réagi comme si le suspect refusait d'obtempérer.
À la suite de cette « anicroche » (comme l'indique Jones, qui tente maladroitement de minimiser l'incident), Bob Morton, un jeune et ambitieux cadre de l'OCP, voit sa chance et décide de soumettre au directoire son propre projet de robot-policier, nommé « RoboCop ». Dick Jones, ulcéré que Morton, ce jeune loup aux dents longues vienne lui prendre la vedette, saura se souvenir au moment opportun de ce présomptueux pour lui rendre la monnaie de sa pièce. Mais pour le moment, et étant donné l'échec de Jones, le président de l'OCP accueille favorablement la proposition de Morton. Il lui demande quand il pourra livrer le premier prototype. Morton lui répond alors cyniquement que plusieurs agents de police parmi les meilleurs ont été déployés dans les zones à haut risque de la ville. Il ne reste plus qu'à attendre que le premier d'entre eux se fasse tuer, afin de le transformer en robot-policier.

Costume du RoboCop.

L'officier de police Alex Murphy, avec sa partenaire Ann Lewis, fait partie des policiers affectés dans les secteurs mal famés de Détroit. Au cours d'une mission, le duo se lance à la poursuite du gang de Clarence Boddicker, un criminel important de la ville qui vient de commettre un braquage avec sa bande. Les deux policiers traquent les malfrats jusqu’à une vieille usine désaffectée. La confrontation tourne cependant à l'avantage des criminels : si Lewis s'en sort indemne, Murphy est quant à lui capturé et torturé par les hommes de Boddicker, qui pulvérisent son bras droit avec un tir de leurs fusils à pompe, avant que leur chef n'achève le policier d'une balle dans la tête.
Emmené d'urgence à l’hôpital, Murphy meurt au cours de la tentative des urgentistes de le sauver. Rapidement informé de cet évènement, Bob Morton jubile : il tient enfin son cobaye et peut donc commencer le projet « RoboCop ». Utilisant la dépouille de Murphy, le policer est ressuscité dans le corps cybernétique d'un robot ayant l'apparence d'un exosquelette de métal, très résistant aux armes conventionnelles et à la force augmentée. Sa mémoire est en outre purgée de ses anciens souvenirs et remplacée par un programme informatique dernier cri, avec notamment un système expert de ciblage pour le tir. Le robot est aussi doté d'une puissante arme à feu.
Quelque temps plus tard, alors qu'il est jugé bon pour le service, RoboCop est envoyé combattre le crime à Détroit, l'OCP le réaffectant incognito dans l'ancien commissariat de Murphy. Mais Ann Lewis commence peu à peu à avoir des doutes à son sujet et parvient à reconnaitre Murphy grâce à des détails liés au comportement du robot, qui lui rappellent ceux de son ancien partenaire.
Dans un premier temps, RoboCop fait merveille et nettoie la cité de ses crapules grâce à ses méthodes expéditives. Mais il est bientôt en proie à des cauchemars relatifs à sa vie passée (notamment la famille de Murphy), des flashs mémoriels lui revenant, notamment quand il revit son exécution. Des doutes l'assaillent également lorsqu'il est reconnu par un des hommes de Boddicker, Emil Antonowsky, alors qu'il arrête celui-ci pendant l'attaque d'une station-service. Mettant de côté les directives de l'OCP, RoboCop part à la recherche de son passé. Il quitte le commissariat et se lance à la poursuite des hommes qui l'ont tué.
Peu après, Bob Morton, dont l'arrivisme a été exacerbé par la réussite du projet RoboCop, est assassiné chez lui par Clarence Boddicker sur ordre de Dick Jones. Avant de le tuer, Boddicker lui fait visionner un vidéodisque dans lequel apparaît Dick Jones, lequel explique à Morton qu'il est allé trop loin, mais qu'ils auraient pu être amis..
Après avoir arrêté Emil Antonowsky, RoboCop intercepte dans une boîte de nuit un autre malfrat de la bande de Boddicker, Leon Nash. Puis, il mène un raid dans une fabrique de drogue où se trouve Boddicker, venu négocier avec sa bande une vente de stupéfiants. Une fusillade éclate ; RoboCop, après avoir neutralisé les nombreux hommes de main qui protégeaient l'endroit, réussit à arrêter Boddicker. Apprenant de celui-ci qu'il est à la solde de Dick Jones, RoboCop se dirige vers l'immeuble de l'OCP pour appréhender le cadre dirigeant. Cependant, une directive prioritaire intégrée à son système informatique, la « Directive no 4 », l'en empêche et le paralyse lorsqu'il tente d'arrêter Jones. Celui-ci en profite et contre-attaque à l'aide de l'un de ses robots ED-209. Tant bien que mal, RoboCop réussit à neutraliser le robot adverse et s'échappe du bâtiment, avant d'être pris pour cible par les forces de l'ordre rameuté par Jones contre lui. Mis en pièces par les armes de policiers, RoboCop ne doit son salut qu'à l'intervention de son ancien partenaire Ann Lewis qui le sauve in extremis. Elle l'emmène ensuite hors de la ville, dans une vieille usine désaffectée. Mal en point, RoboCop demande à sa collègue de l'aider à se remettre sur pied, puis lui explique ce qu'il ressent au sujet de son passé et de sa famille.
Le lendemain, dans les locaux de l'OCP, Dick Jones reçoit Clarence Boddicker et le somme d'éliminer RoboCop : étant donné que celui-ci a enregistré les aveux compromettant que Boddicker lui a faits, le robot-policier représente désormais une menace pour le vice-président du cartel. D'abord peu enclin à coopérer, Boddicker se ravise quand Jones lui fait miroiter les intérêts colossaux qu'il pourrait tirer de la mise en chantier de Delta City à travers la vente de drogue, des jeux d'argent ou de la prostitution. Dick Jones lui fournit également un accès à l'arsenal de l'OCP, le munissant lui et ses hommes d'imposants fusils anti-matériels pour éliminer le robot.
Peu de temps après, Boddicker et sa bande se rendent dans l’usine où est réfugié RoboCop (en réalité, la même dans laquelle ils avaient assassiné Murphy quelques mois plus tôt), aidés par un traqueur électronique implanté dans le corps du robot pour le retrouver. Secondé par Lewis, RoboCop parvient à neutraliser l'ensemble du groupe, mais il est alors à la merci de Boddicker quand celui-ci l'attire dans un piège, faisant chuter sur lui une masse de poutrelles métalliques. Alors que Clarence s'approche pour l'achever, RoboCop, immobilisé par les poutrelles, fait jaillir le crochet d’interfaçage de son poing droit et frappe par surprise Boddicker à la gorge, le tuant sur le coup.
RoboCop retourne ensuite au siège de l'OCP, détruisant au passage un robot ED-209 qui gardait le bâtiment, avec l'un des fusils pris au gang de Boddicker. Entrant dans la salle de réunion de l'OCP, RoboCop confond Dick Jones en dévoilant devant le conseil d'administration une vidéo dans laquelle celui-ci confesse le meurtre de Bob Morton. Piégé, Jones prend en otage le président du cartel tout en échafaudant une stratégie pour s'enfuir. Mais le président, habilement, licencie Jones, désactivant ainsi la Directive no 4 qui empêchait RoboCop d'agir. Libéré de son programme, le policier robotique tire sur Jones qui percute la baie vitrée de la pièce avant de s'écraser au pied de l'immeuble après une chute vertigineuse. S'apprêtant à quitter les lieux après avoir terminé sa mission, le président de l'OCP félicite le robot et lui demande son nom, celui-ci répondant : « Murphy ».

## Fiche technique
Sauf indication contraire, les informations mentionnées dans cette section peuvent être confirmées par la base de données cinématographiques IMDb,  présente dans la section « Liens externes ».
- Titre original, français et québécois : RoboCop
- Réalisation : Paul Verhoeven
- Scénario : Michael Miner et Edward Neumeier
- Musique : Basil Poledouris
- Direction artistique : John Marshall et Gayle Simon
- Décors : William Sandell et Robert Gould
- Costume : Erica Edell Phillips
- Directeur de la photographie : Jost Vacano et Sol Negrin
- Son : Steve Bartlett et Robert Wald
- Montage : Frank J. Urioste
- Production : Arne Schmidt
  - Coproducteur : Edward Neumeier
  - Producteur délégué : Jon Davison
  - Producteurs associés : Stephen Lim et Phil Tippett
- Société de production[1] : Orion Pictures
- Sociétés de distribution[1] : Orion Pictures (États-Unis), 20th Century Fox (France)
- Budget : 13 000 000 $[2]
- Pays d'origine :  États-Unis
- Langue originale : anglais
- Format : couleur (DeLuxe) — 35 mm / 70 mm — 1,85:1 (Panavision) en 35 mm / 2,20:1 (Panavision 70) en 70 mm — son Dolby SR en 35 mm | 70 mm 6-Track en 70 mm | DTS (edition special)
- Genre : science-fiction, action, policier
- Durée : 102 minutes, 103 minutes (version director's cut non censurée)[3]
- Dates de sortie[4] :
  - États-Unis, Canada : 17 juillet 1987
  - France : 20 janvier 1988 (Festival international du film fantastique d'Avoriaz)
- Classification[5] :
  - États-Unis : R – Restricted (les enfants de moins de 17 ans doivent être accompagnés d'un adulte).
  - France : interdit aux moins de 12 ans avec avertissement[6]

## Distribution
- Peter Weller (VF : Patrick Floersheim) : l'officier de police Alex J. Murphy / RoboCop
- Nancy Allen (VF : Maïk Darah) : l'officier de police Anne Lewis
- Dan O'Herlihy (VF : Michel Gudin) : le président de l'OCP, dit « le Vieux » (« Old Man » en VO)
- Ronny Cox (VF : Marc Cassot) : Richard « Dick » Jones, le no 2 de l'OCP
- Kurtwood Smith (VF : Sady Rebbot) : Clarence Boddicker
- Miguel Ferrer (VF : Patrick Poivey) : Robert « Bob » Morton
- Robert DoQui (VF : Jacques Deschamps) : le sergent Warren Reed
- Ray Wise (VF : José Luccioni) : Leon Nash
- Felton Perry (VF : Denis Boileau) : Johnson
- Paul McCrane (VF : Marc François) : Emil Antonowsky
- Jesse D. Goins (VF : Marc Alfos) : Joe Cox
- Del Zamora (VF : José Luccioni) : Kaplan
- Calvin Jung (de) (VF : Marc François) : Steve Minh
- Lee de Broux (en) (VF : Edmond Bernard) : Salvatore, le trafiquant de drogue dans l’entrepôt
- Mark Carlton (VF : Pascal Renwick) : Miller
- Edward Edwards (en) (VF : Marc Alfos) : l'officier Manson
- Michael Gregory (VF : Michel Barbey) : le lieutenant Hedgecock
- Neil Summers : Dougy, le complice de Clarence abattu
- Fred Hice (de) : Bobby, le complice de Clarence qui est jeté sur la voiture de police de Murphy
- Stephen Berrier (VF : Thierry Ragueneau) : Roosevelt
- Laird Stuart (VF : Luq Hamet) : Cecil
- Mario Machado (VF : François Leccia) : Casey Wong, le présentateur du journal télévisé
- Leeza Gibbons (VF : Virginie Ledieu) : Jessie Perkins, la présentatrice du journal télévisé
- Paul Verhoeven : un homme qui danse dans la boîte de nuit quand Léon Nash est arrêté (caméo)[7]
- William Shockley : Creep, un des punks qui cherche à violer une femme
- Donna Keegan (VF : Virginie Ledieu) : la victime de la tentative de viol des deux punks

Acteurs principaux
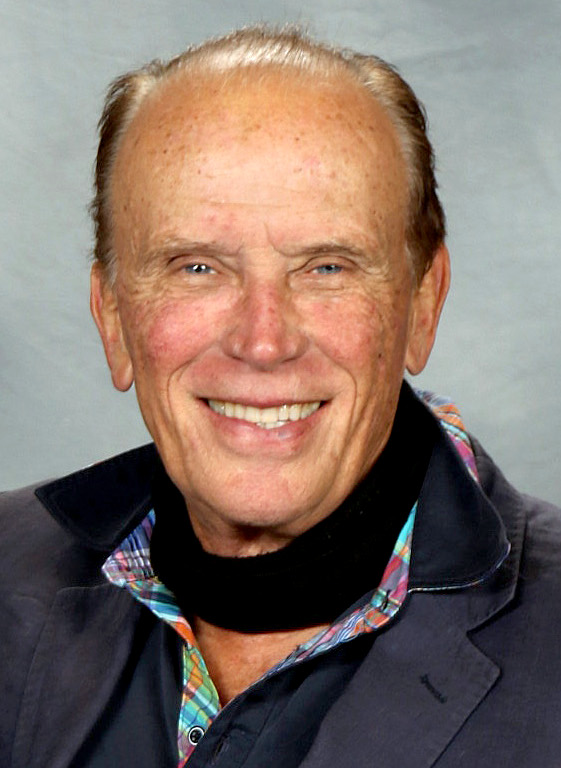
Peter Weller (Alex Murphy)
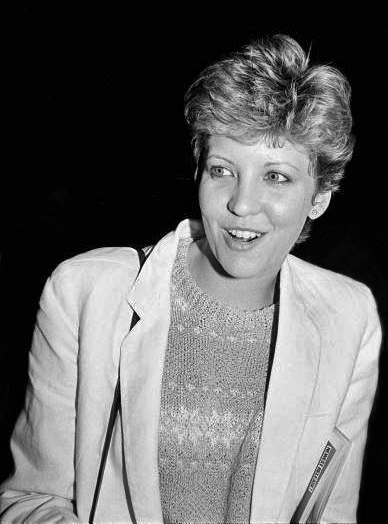
Nancy Allen (Anne Lewis)
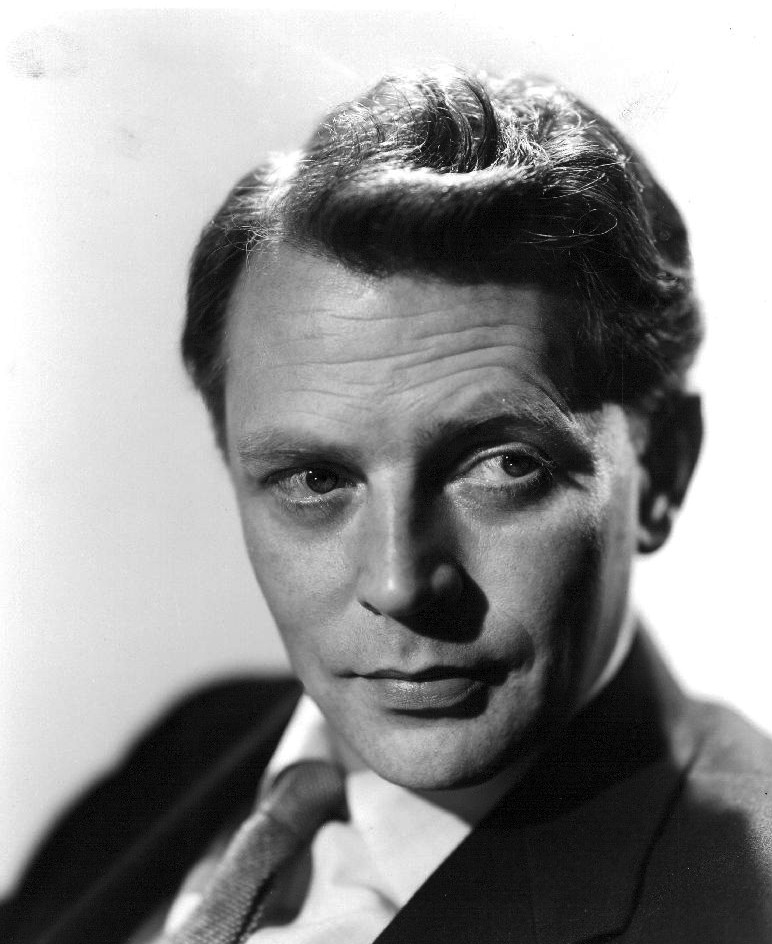
Dan O'Herlihy (le président de l'OCP)
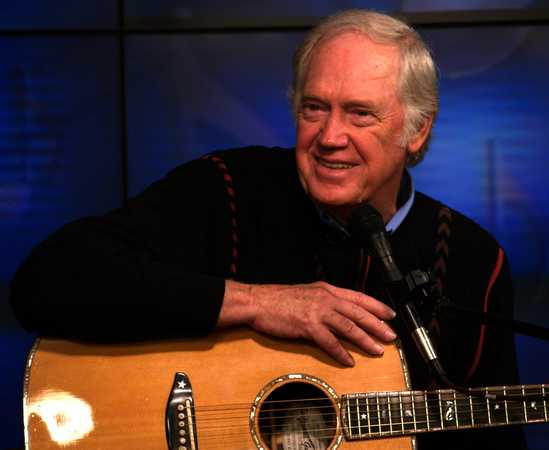
Ronny Cox (Dick Jones)
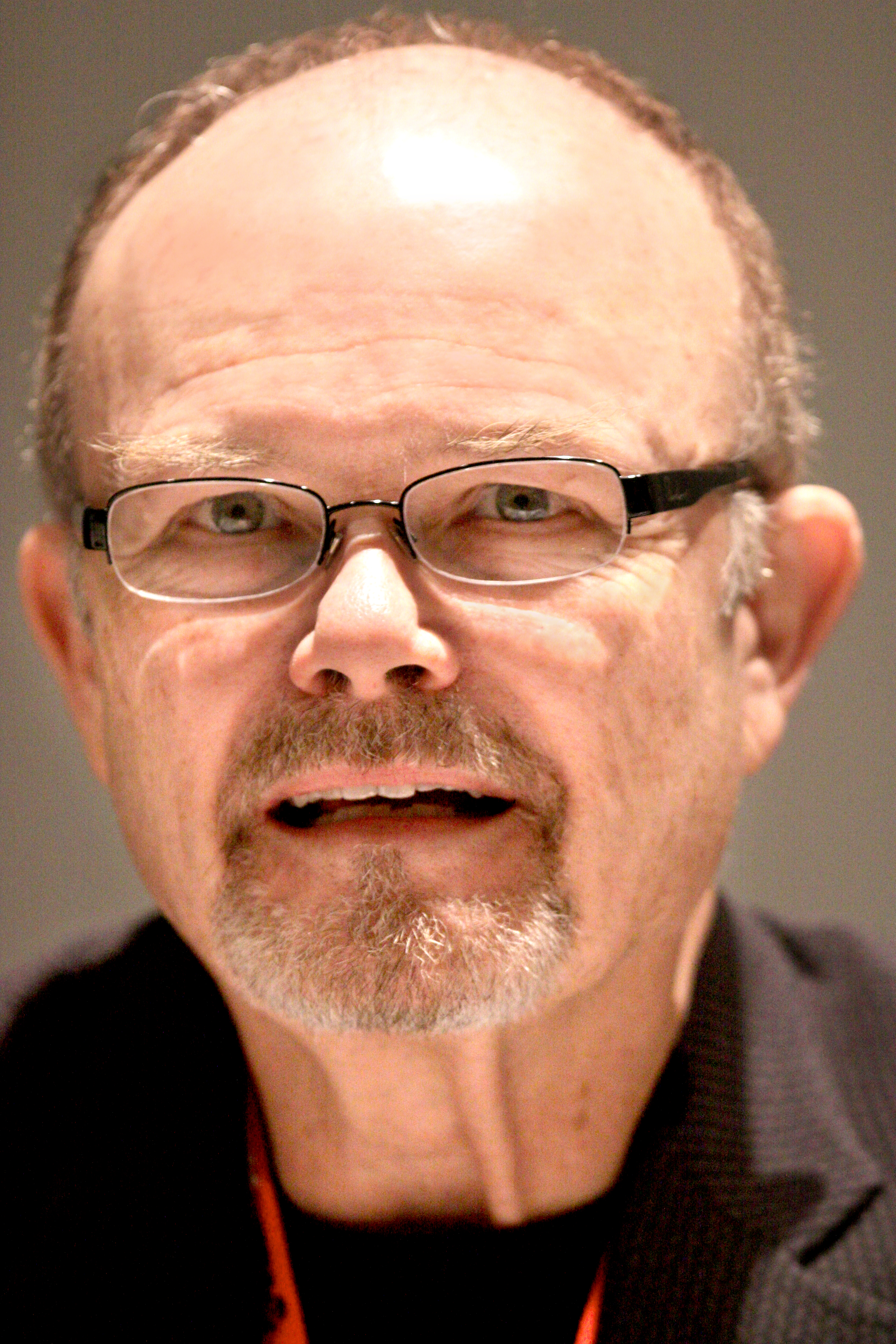
Kurtwood Smith (Clarence Boddicker)
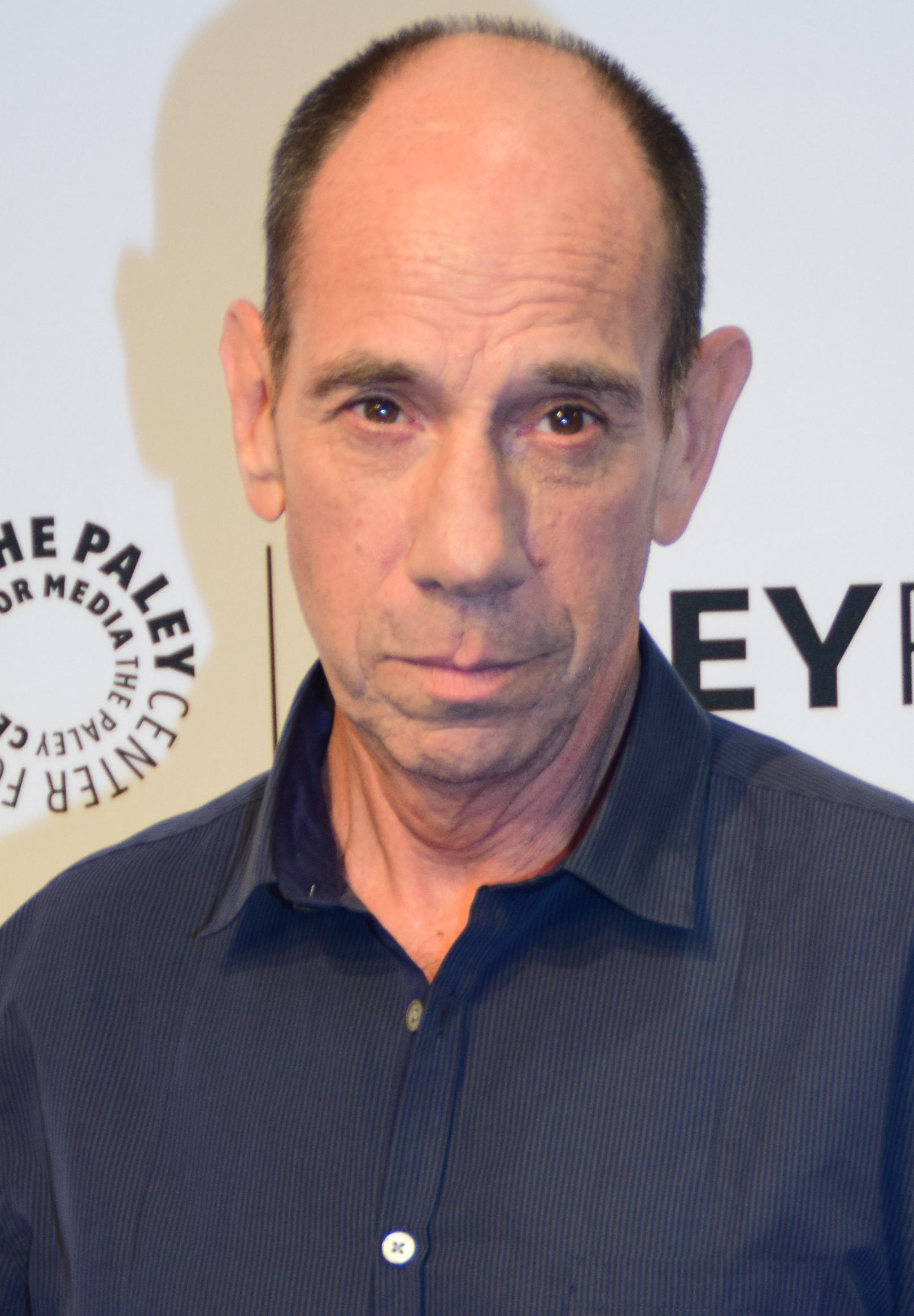
Miguel Ferrer (Bob Morton)

## Production

### Développement

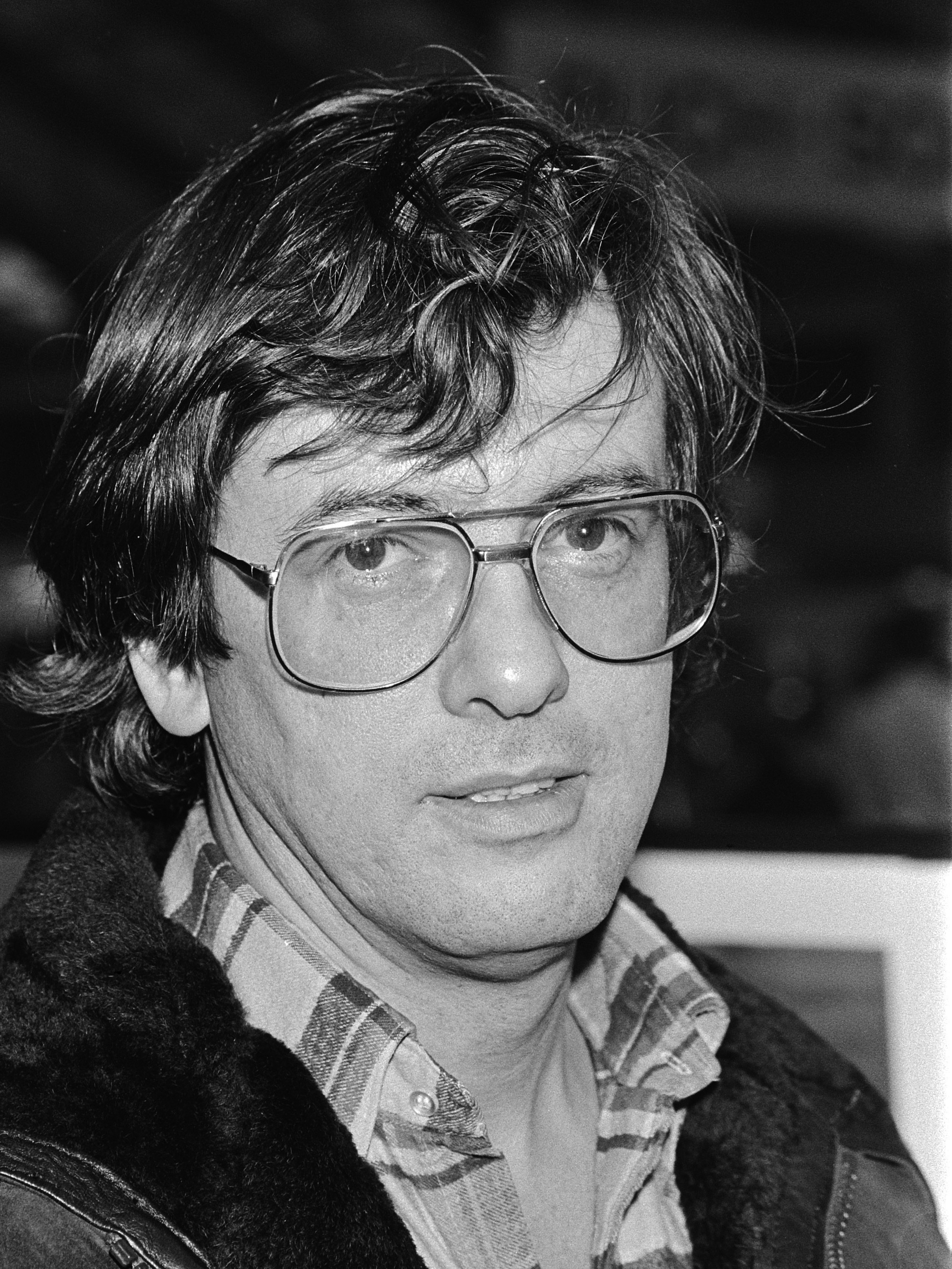
Le réalisateur Paul Verhoeven en 1980.

L'idée de RoboCop est venue à Edward Neumeier après qu'il a participé au tournage de Blade Runner (1982) de Ridley Scott, dans lequel Harrison Ford pourchasse des androïdes appelés réplicants,.
Le projet est proposé à plusieurs réalisateurs qui le refuseront, comme David Cronenberg ou Jonathan Kaplan. C'est finalement le néerlandais Paul Verhoeven, 49 ans à l'époque et n'ayant jamais tourné aux États-Unis, qui est choisi. Il a cependant déjà une solide carrière derrière lui, venant de terminer La chair et le sang, un drame historique ultra-violent. Verhoeven se targue à longueur d'interview d'adorer la violence au cinéma et de chercher avant tout à filmer « Satan tuant Jésus ». Cinéaste de la perversité, Verhoeven aime séduire pour laisser divaguer la conscience du spectateur, avant de lui envoyer la réalité en pleine figure. Il se considère aussi comme un homme de gauche qui flirte avec la ligne jaune de la bonne conscience.
La société de production Orion Pictures, indépendante à l'époque, produit le film. C'est cette même société qui, trois ans plus tôt, a produit Terminator, le grand frère avoué de RoboCop. Paul Verhoeven intégrera un morceau de la bande originale du film de James Cameron dans une séquence, assumant pleinement son influence.

### Distribution des rôles
Michael Ironside est le premier acteur envisagé pour incarner le rôle titre. Proche de Mike Medavoy via la société Orion Pictures qui a distribué le film The Terminator, Arnold Schwarzenegger souhaite incarner la tête d'affiche. Le personnage est ainsi retravaillé pour correspondre à la carrure du « Chêne autrichien » mais le nouveau design, faisant penser au « Bonhomme Michelin », enlève tout le drame du personnage qui devient alors inarrêtable . Tom Berenger, ainsi que l'acteur fétiche de Verhoeven, Rutger Hauer, furent également envisagés avant que Peter Weller ne soit engagé. Ce dernier a avoué s'être inspiré du film russe Ivan le Terrible (1944) de Sergueï Eisenstein et de son interprète principal, Nikolaï Tcherkassov, pour « sa façon quasi surnaturelle d'imposer sa présence par la seule force de son visage ». Paul Verhoeven a également avoué s'être inspiré de la démarche de la femme-robot dans le film Metropolis (1927) de Fritz Lang afin d'établir celle de son personnage.
L'actrice Stephanie Zimbalist devait tenir un rôle dans le film, mais elle fut contrainte par NBC de se désister pour le tournage d'épisodes de la série télévisée Les Enquêtes de Remington Steele.
Les acteurs Nancy Allen, Felton Perry et Robert DoQui seront les seuls à apparaître dans les deux suites. En revanche, en 1991, Peter Weller, pris par le tournage du Festin nu, cédera la place à Robert John Burke dans le troisième film. L'auteur Frank Miller, qui a écrit les scénarios du deuxième et troisième film, est également le scénariste de la bande dessinée RoboCop versus The Terminator.

### Tournage
Le tournage a lieu du 6 août 1986 au 20 octobre 1986. Quelques scènes additionnelles sont tournées en janvier 1987.
En réalité, le film n'a pas été tourné à Détroit mais à Dallas car, selon Paul Verhoeven : « C'est la ville à l'architecture la plus futuriste du monde ». La plupart des scènes urbaines ont été tournées à Pittsburgh et Dallas. L'hôtel de ville de Dallas a été utilisé pour représenter le siège social de l'OCP. D'autres bâtiments et lieux de la ville sont utilisés (la Dallas Public Library, le Plaza of the Americas, la Reunion Tower, la Renaissance Tower, etc.). Par ailleurs, des scènes sont tournées en Pennsylvanie (Pittsburgh, Monessen, Harrisburg), au Texas (les studios de Las Colinas à Irving) et en Californie (Los Angeles, Fontana).

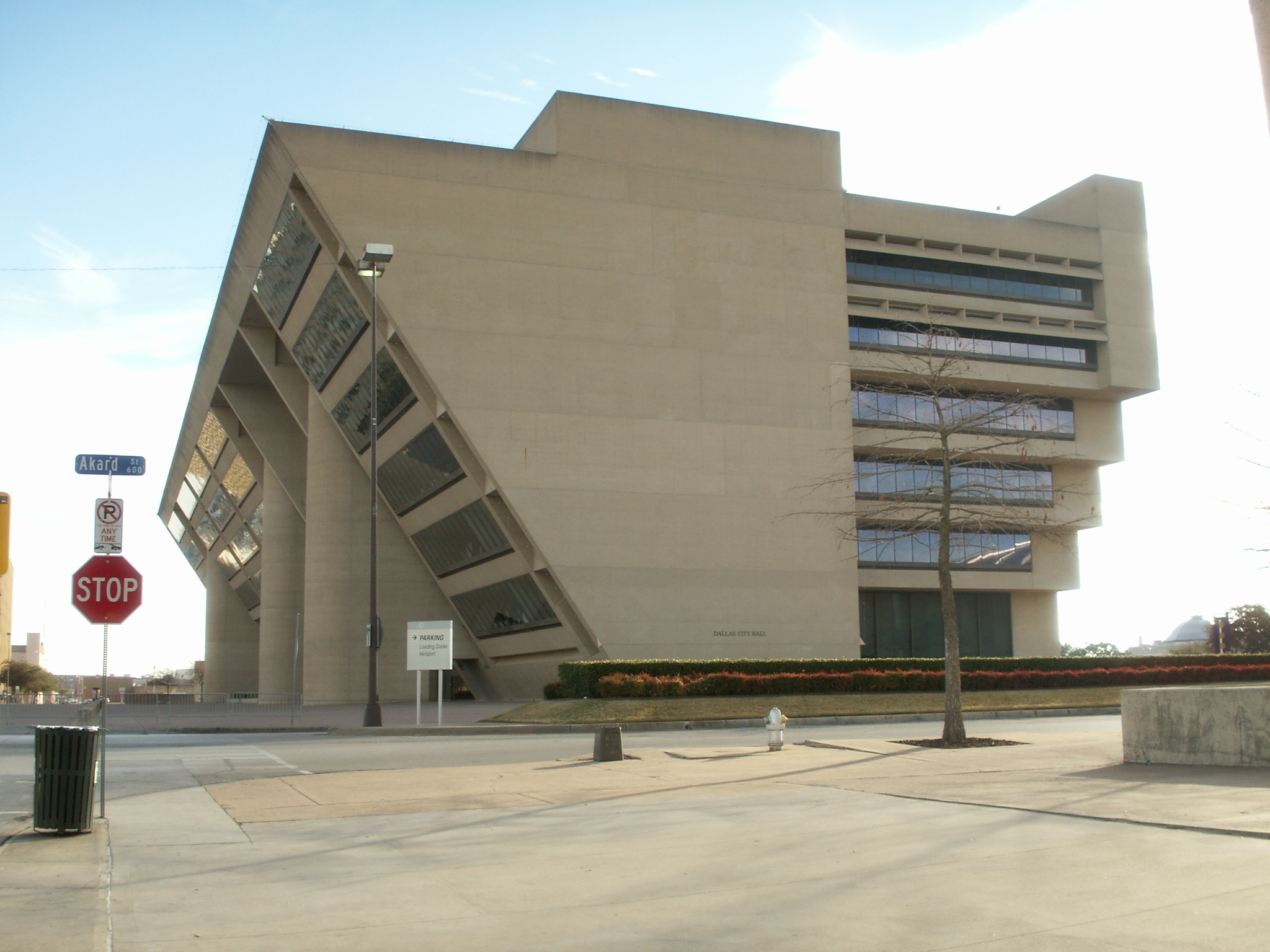
L'hôtel de ville de Dallas, figurant le QG de l'OCP dans le film.
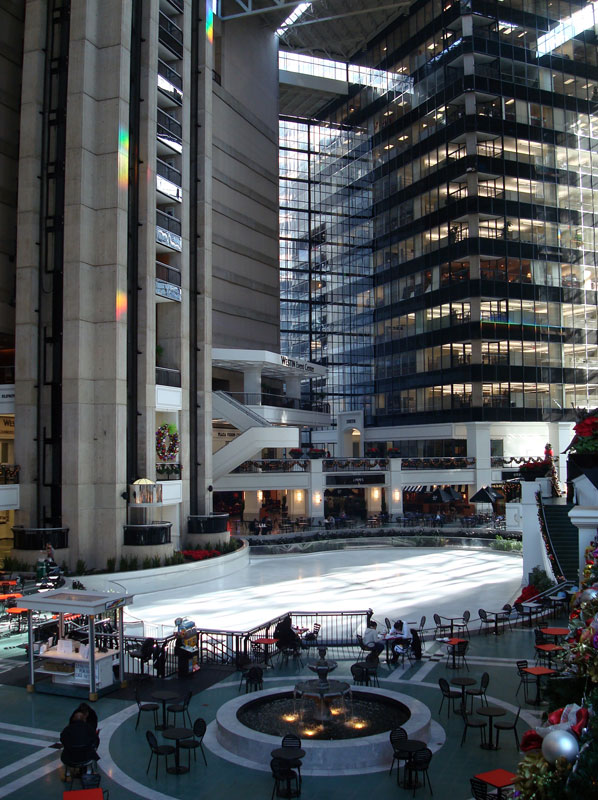
L'intérieur du Plaza of the Americas à Dallas.
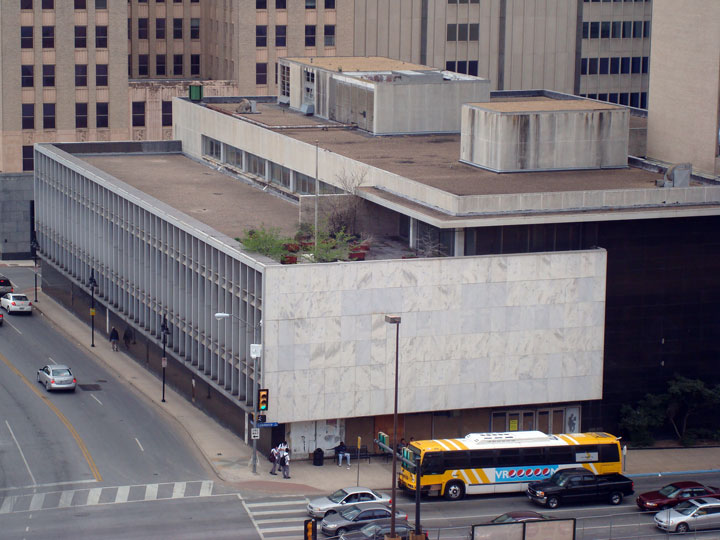
La Dallas Public Library.
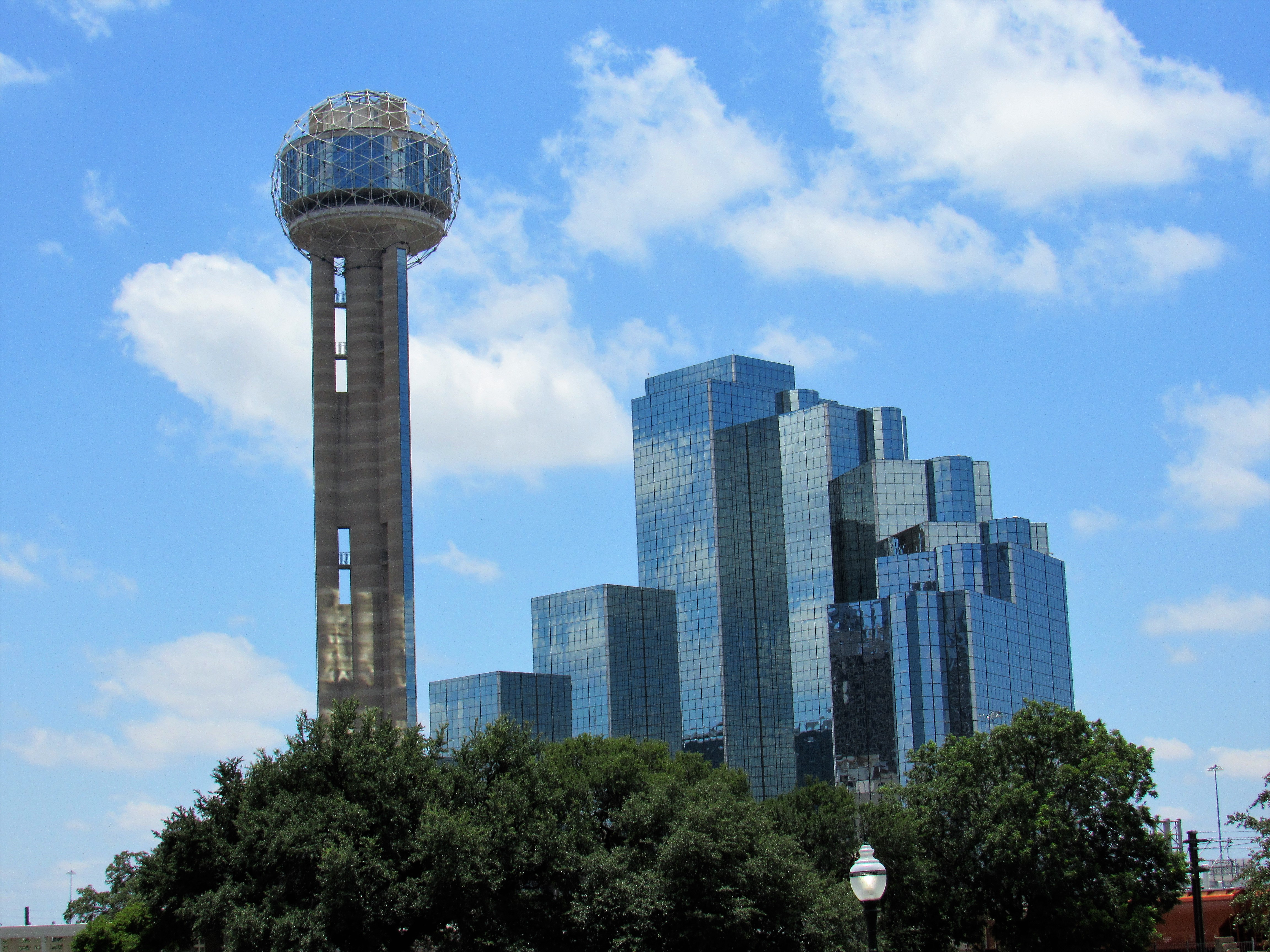
La Reunion Tower à Dallas.
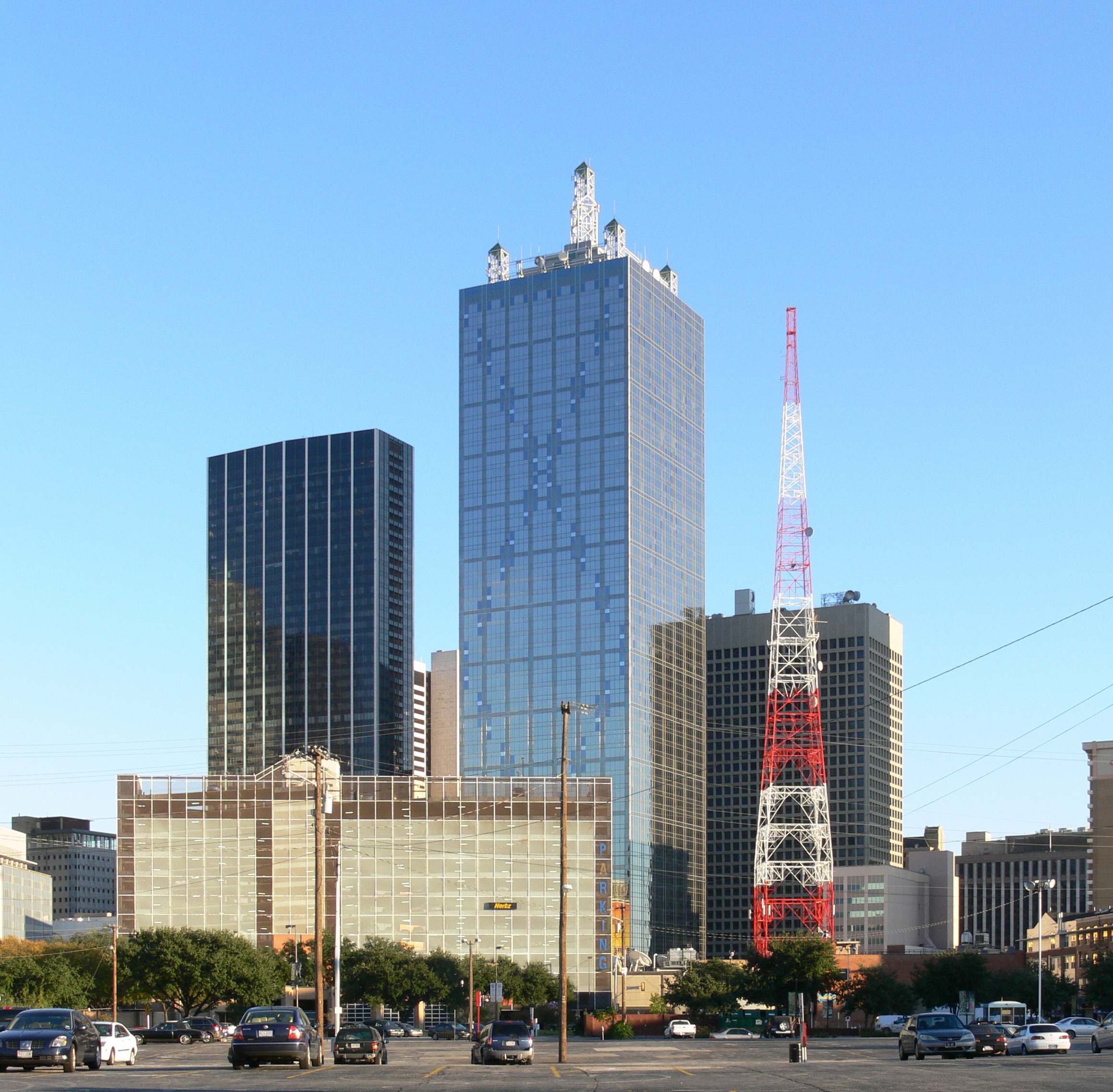
La Renaissance Tower à Dallas.
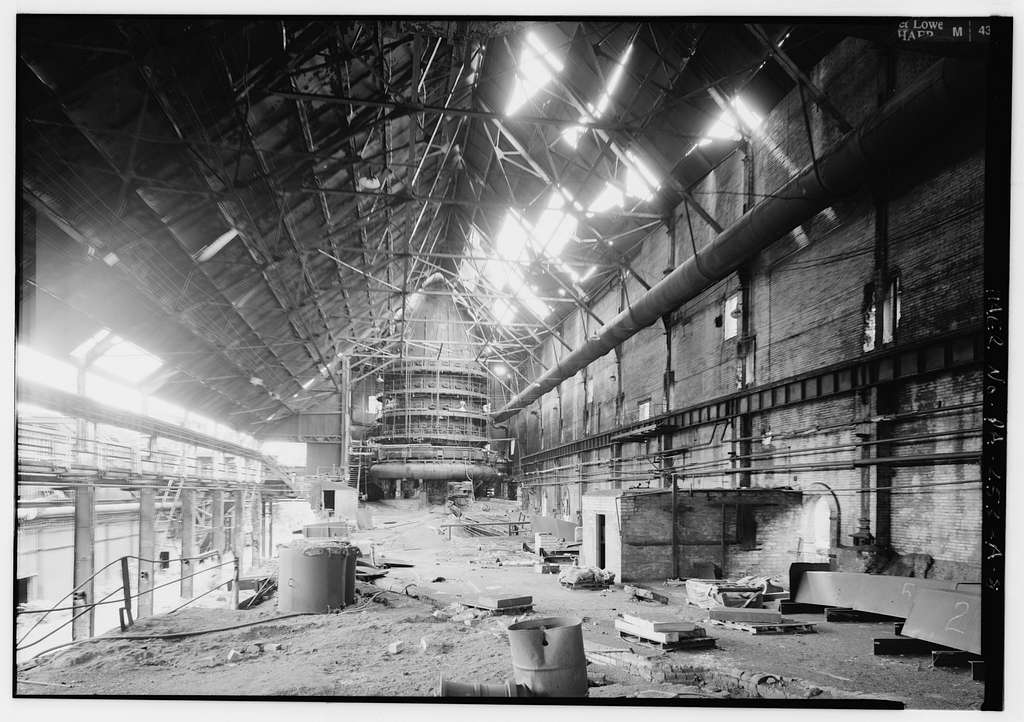
L'aciérie de Monessen (Pennsylvanie), a servi de site à la séquence de la bataille finale entre RoboCop et Clarence Boddicker.

Durant les premiers jours de tournage, l'acteur Peter Weller s'est plaint de la difficulté de jouer avec le costume de RoboCop. Le rôle est alors proposé à Lance Henriksen, qui le refuse.
Le maquillage visant à créer l'illusion qu'Emil Antonowsky (Paul McCrane) est rongé par les produits toxiques a pris presque toute une journée[réf. nécessaire].

### Musique
Bandes originales de RoboCop
RoboCop 2
(1990)
Basil Poledouris, qui avait travaillé sur le film précédent de Paul Verhoeven, La Chair et le Sang, compose la bande originale. Elle est interprétée par l'orchestre londonien Sinfonia of London dirigé par Howard Blake et Tony Britten.
Le thème principal de la musique du film Terminator (1984) de James Cameron (musique écrite par Brad Fiedel) peut être entendue dans une des bandes-annonces utilisée pour promouvoir RoboCop.
Dans la scène où RoboCop arrête Léon, on peut entendre la chanson Show me your spine du groupe américain PTP (en), qui n'a jamais été commercialisée.
| RoboCop (Original Motion Picture Soundtrack) | RoboCop (Original Motion Picture Soundtrack) | RoboCop (Original Motion Picture Soundtrack) | RoboCop (Original Motion Picture Soundtrack) | RoboCop (Original Motion Picture Soundtrack) | RoboCop (Original Motion Picture Soundtrack) | RoboCop (Original Motion Picture Soundtrack) | RoboCop (Original Motion Picture Soundtrack) | RoboCop (Original Motion Picture Soundtrack) | RoboCop (Original Motion Picture Soundtrack) |
| No                                           | Titre                                        | Durée                                        |                                              |                                              |                                              |                                              |                                              |                                              |                                              |
| -------------------------------------------- | -------------------------------------------- | -------------------------------------------- | -------------------------------------------- | -------------------------------------------- | -------------------------------------------- | -------------------------------------------- | -------------------------------------------- | -------------------------------------------- | -------------------------------------------- |
| 1.                                           | Main Title                                   | 0:39                                         |                                              |                                              |                                              |                                              |                                              |                                              |                                              |
| 2.                                           | Van Chase                                    | 4:51                                         |                                              |                                              |                                              |                                              |                                              |                                              |                                              |
| 3.                                           | Murphy's Death                               | 2:36                                         |                                              |                                              |                                              |                                              |                                              |                                              |                                              |
| 4.                                           | Rock Shop                                    | 3:42                                         |                                              |                                              |                                              |                                              |                                              |                                              |                                              |
| 5.                                           | Home                                         | 4:15                                         |                                              |                                              |                                              |                                              |                                              |                                              |                                              |
| 6.                                           | Robo Vs. Ed-209                              | 2:07                                         |                                              |                                              |                                              |                                              |                                              |                                              |                                              |
| 7.                                           | The Dream                                    | 3:06                                         |                                              |                                              |                                              |                                              |                                              |                                              |                                              |
| 8.                                           | Across The Board                             | 1:50                                         |                                              |                                              |                                              |                                              |                                              |                                              |                                              |
| 9.                                           | Betrayal                                     | 2:18                                         |                                              |                                              |                                              |                                              |                                              |                                              |                                              |
| 10.                                          | Clarence Frags Bob                           | 1:43                                         |                                              |                                              |                                              |                                              |                                              |                                              |                                              |
| 11.                                          | Care Package                                 | 2:09                                         |                                              |                                              |                                              |                                              |                                              |                                              |                                              |
| 12.                                          | Robo Drives To Jones                         | 1:46                                         |                                              |                                              |                                              |                                              |                                              |                                              |                                              |
| 13.                                          | We Killed You                                | 1:44                                         |                                              |                                              |                                              |                                              |                                              |                                              |                                              |
| 14.                                          | Directive IV                                 | 1:03                                         |                                              |                                              |                                              |                                              |                                              |                                              |                                              |
| 15.                                          | Showdown                                     | 5:15                                         |                                              |                                              |                                              |                                              |                                              |                                              |                                              |
| 38:05                                        |                                              |                                              |                                              |                                              |                                              |                                              |                                              |                                              |                                              |

| 16. | Have A Heart (réédition de 2004)  | 0:31 |
| 17. | OCP Monitors (réédition de 2004)  | 1:15 |
| 18. | Nuke'Em (réédition de 2004)       | 0:26 |
| 19. | Big Is Better (réédition de 2004) | 0:27 |

| 1.  | Main Title (Extended)                                            | 0:45 |
| 2.  | Have A Heart                                                     | 0:33 |
| 3.  | O.C.P. Monitors (Extended)                                       | 1:41 |
| 4.  | Twirl (inédit)                                                   | 0:25 |
| 5.  | Van Chase                                                        | 4:56 |
| 6.  | Murphy Dies In O.R. (a.k.a. Murphy's Death)                      | 2:35 |
| 7.  | Robo Lives (inédit)                                              | 1:05 |
| 8.  | Drive Montage (inédit)                                           | 1:04 |
| 9.  | Helpless Woman (inédit)                                          | 1:16 |
| 10. | Nuke'Em                                                          | 0:26 |
| 11. | Murphy's Dream (a.k.a. The Dream)                                | 3:05 |
| 12. | Gas Station Blow-Up (a.k.a. We Killed You)                       | 1:44 |
| 13. | Murphy Goes Home (a.k.a. Home)                                   | 4:15 |
| 14. | Clarence Frags Bob                                               | 1:45 |
| 15. | Rock Shop                                                        | 3:42 |
| 16. | Robo Drives To Jones                                             | 1:47 |
| 17. | Directive 4                                                      | 1:04 |
| 18. | Robo & Ed 209 Fight (a.k.a. Robo Vs. Ed 209)                     | 2:10 |
| 19. | Force Shoots Robo (inédit)                                       | 2:43 |
| 20. | Big Is Better (version rallongée)                                | 2:33 |
| 21. | Care Package (version rallongée)                                 | 2:58 |
| 22. | Looking For Me (a.k.a. Showdown)                                 | 5:13 |
| 23. | Across The Board (End Credits) (combinaison de plusieurs titres) | 7:32 |

## Accueil

### Critique
Lors de sa sortie en salles, la critique et les intellectuels ont eu du mal à situer le propos de RoboCop : pamphlet gauchiste contre la politique sécuritaire et la politique du président en place Ronald Reagan, ou au contraire vision droitière d'un monde au bord du chaos qu'il convient de contrôler ? En 1927, Fritz Lang avec Métropolis avait soulevé les mêmes interrogations.
Par la suite, RoboCop reçoit un accueil critique positif. Sur le site agrégateur de critiques Rotten Tomatoes, le film obtient un score de 90 % d'avis favorables, sur la base de 68 critiques collectées et une note moyenne de 7,90 sur 10 ; le consensus du site indique : « Bien qu'il soit exagéré et sanglant, RoboCop est également un film de science-fiction étonnamment intelligent qui utilise l'ultraviolence pour masquer sa satire de la culture américaine ». Sur Metacritic, le film obtient une note moyenne pondérée de 67 sur 100, sur la base de 16 critiques collectées ; le consensus du site indique : « Acclamation générale » (Universal acclaim).

### Box-office
Le film a connu un bon succès commercial, rapportant environ 53 424 000 $ au box-office en Amérique du Nord pour un budget de 13 000 000 $. En France, il a réalisé 1 686 525 entrées.
À Sacramento en 1987, un suspect poursuivi par la police se réfugia dans un cinéma, et entra dans une salle où RoboCop était projeté. Il fut tellement absorbé par le film qu'il ne s'aperçut de rien lorsque la salle fut progressivement évacuée par les forces de l'ordre, et quand les lumières se rallumèrent, la police l'arrêta tranquillement.

## Distinctions
Entre 1989 et 2007, RoboCop a été sélectionné 23 fois dans diverses catégories et a remporté 11 récompenses.

### Récompenses
- Festival international du film de Catalogne 1987 :
  - prix du meilleur réalisateur pour Paul Verhoeven
- Academy of Science Fiction, Fantasy & Horror Films - Saturn Awards 1988 : 
  - Saturn Award du meilleur film de science-fiction
  - Saturn Award de la meilleure réalisation pour Paul Verhoeven
  - Saturn Award du meilleur scénario pour Michael Miner et Edward Neumeier
  - Saturn Award du meilleur maquillage pour Rob Bottin et Stephan Dupuis
  - Saturn Award des meilleurs effets spéciaux pour Peter Kuran, Phil Tippett, Rob Bottin et Rocco Gioffre
- BMI Film and TV Awards 1988 :
  - BMI Film Music Award pour Basil Poledouris
- Festival international du film fantastique d'Avoriaz 1988 : 
  - prix d'excellence pour les effets spéciaux
  - prix C.S.T. pour Paul Verhoeven
- Oscars 1988 : 
  - Oscar pour une contribution spéciale pour Stephen Hunter Flick et John Pospisil (mixage de RoboCop)
- Kinema Junpō 1989 :
  - prix du public du meilleur film en langue étrangère pour Paul Verhoeven

### Nominations
- Festival international du film de Catalogne 1987 :
  - nomination au prix du meilleur film pour Paul Verhoeven
- Academy of Science Fiction, Fantasy & Horror Films - Saturn Awards 1988 : 
  - nomination au Saturn Award du meilleur acteur pour Peter Weller
  - nomination au Saturn Award de la meilleure actrice pour Nancy Allen
  - nomination au Saturn Award des meilleurs costumes pour Erica Edell Phillips
- Oscars 1988 : 
  - nomination à l'Oscar du meilleur son pour Michael J. Kohut, Carlos Delarios, Aaron Rochin et Robert Wald
  - nomination à l'Oscar du meilleur montage pour Frank J. Urioste
- Prix Edgar-Allan-Poe 1988 :
  - nomination au prix du meilleur scénario pour Edward Neumeier et Michael Miner
- Prix Hugo 1988 :
  - nomination au prix de la meilleure présentation dramatique pour Paul Verhoeven (réalisateur), Michael Miner (scénariste) et Edward Neumeier (scénariste)
- BAFTA Awards / Orange British Academy Film Awards 1989 :
  - nomination au BAFTA du meilleur maquillage pour Carla Palmer
  - nomination au BAFTA des meilleurs effets spéciaux pour Rob Bottin, Phil Tippett, Peter Kuran et Rocco Gioffre
- Satellite Awards 2007 : 
  - nomination au prix du meilleurs extras DVD pour l'édition 20e anniversaire
  - nomination au prix du meilleur DVD classique pour l'édition collector

## Analyse

Le président des États-Unis Ronald Reagan s'adressant à la nation en 1981 sur la réduction des impôts. RoboCop fait la satire des politiques promues par Reagan, qui adopte une réglementation limitée, la théorie du ruissellement et un programme favorable aux entreprises.

RoboCop est l'un des héros les plus célèbres des années 1980 et 90. Le film amorce une réflexion sur l'obsession de l'ordre, de la sécurité et de la prévisibilité.
Le film s'ouvre sur un faux journal télévisé, dans lequel se succèdent, par un montage des images, un monde ultra-violent ; images auxquelles viennent s’intercaler sans aucune transition des plages de publicité. Dès son ouverture le ton est donné, Paul Verhoeven, l'Européen fraîchement débarqué au pays de Terminator, entend ironiser sur les paradoxes de l’Amérique de Ronald Reagan.
Le choix de la ville de Détroit n'est pas dû au hasard. Autrefois mégapole économique de l'État du Michigan, fleuron de la bonne santé de l'industrie automobile américaine et berceau du fordisme dans les années folles (les années 1920), cette ville est devenue à partir de la fin des années 1960 un symbole du déclin de l'empire américain, avec la fuite des grands constructeurs de voitures.
Les thèmes notables de RoboCop sont centrés sur le pouvoir des entreprises. Celles représentées dans le film sont corrompues et avides ; leur objectif est de privatiser les services publics et d'embourgeoiser l'ensemble de Detroit,.
Le co-scénariste Michael Miner pensait que Detroit était une ville qui avait été détruite par des entreprises américaines. Hippie autoproclamé qui a grandi pendant le scandale du Watergate et la guerre du Vietnam, Miner critiquait les politiques pro-business du président Ronald Reagan,,. La critique des politiques de l'ère Reagan était dans le scénario du film, mais Paul Verhoeven n'a pas compris personnellement la politique urbaine telle que la privatisation des prisons aux États-Unis. Il considérait le personnage du « vieil homme » (le dirigeant de l'OCP) comme moralement bon mais ignorant des méfaits qui se produisaient autour de lui, le rendant complice ; Verhoeven lui a donné des traits rédempteurs pour garder un sentiment d'espoir dans le film. L'acteur Peter Weller a déclaré que les théories du ruissellement adoptées par Reagan étaient des « conneries » et qu'elles ne fonctionnaient pas assez vite pour ceux qui en avaient vraiment besoin.
La critique Rita Kempley a déclaré que le Detroit créé par les scénaristes Edward Neumeier et Michael Miner est en proie à des viols, des crimes et à une « Reaganomics qui a mal tourné ». Drew Taylor décrit le film comme dépeignant un capitalisme sans entraves typique de la politique de l'ère Reagan, « brutalement réalisée », alors que les entreprises mènent une guerre littérale et que la police devient une entité à but lucratif. Miner a déclaré que les crimes incontrôlables étaient une peur particulièrement républicaine ou de droite. RoboCop, cependant, attribue la responsabilité de la drogue et de la criminalité aux progrès technologiques et à la privatisation des services publics, tels que les hôpitaux, les prisons et la police. Dave Kehr a déclaré que le film décrivait la gentrification et la criminalité comme équivalentes.

## Autour du film

### Scène écrite non tournée
Dans le script original de RoboCop, l'altercation entre Frank Frederickson et Clarence Boddicker a été décrite en détail, mais n'a pas été filmée, sans doute en raison de contraintes budgétaires ; seule apparait une image d'un corps de policier avec un numéro taggué lors du journal télévisé relatant l'agression de Frederickson.
La scène se déroule dans les rues du vieux Détroit. Frederickson est avec son partenaire Conners, tandis que deux autres policiers, Alcott et Duffy, sont dans une voiture de tête. Ils sont appelés pour une agression, qui se révèle finalement être une femme courant nue, en détresse dans la rue. Les officiers en plaisantent, mais juste dans le virage, la voiture de tête explose soudainement. Alcott et Duffy ouvrent les portes du véhicule et tombent sur la route. Choqués, Frederickson et Conners appellent une ambulance pour tenter de les sauver, mais, de façon prévisible, aucune n'est disponible en raison d'un manque de personnel et de ressources. Les deux officiers se déplacent avec prudence vers leurs camarades blessés. Conners les couvre avec un fusil d'assaut. Frederickson trouve Duffy, ainsi que la femme qui courait nue, morte, et Alcott convulsant et grièvement blessé d'une balle dans la poitrine.
Une ligne de cinq fusils fait alors feu et atteint Conners. Frederickson commence à tirer et à reculer. Il prend une balle dans la jambe, titube vers la voiture de police et tombe à l'intérieur. Il met le contact, mais, avant qu'il ne puisse faire autre chose, une autre salve de tirs détruit le pare-brise et le blesse au visage. Clarence s'approche de Frederickson, regarde son visage mutilé et, avec sa voix sadique habituelle, lui laisse un message : « Repars et laisse un message à tes amis les flics : n'entrez pas dans le vieux Détroit ». Après cela, Clarence pousse la transmission avec le canon de son fusil et la voiture part, Frederickson ayant du mal à la diriger.
Comme le gang se prépare à quitter les lieux, Emil taggue au sol les numéros 29, 30 et 31, qui est le comptage des policiers tués par Clarence et son gang (on aperçoit brièvement dans le film une image, lors du journal télévisé). Pendant ce temps, Frederickson, qui est en train de perdre conscience, tente désespérément d'appeler à l'aide : « Agent a besoin d'aide, dans le secteur GK2. Officier a besoin d'aide dans le vieux Détroit. Ahhh, mon Dieu ... Je suis foutu ... ».
D'autres scènes du scénario n'ont pas été tournées : une dans laquelle RoboCop se rend sur sa tombe, et une autre qui nous montre RoboCop à l'endroit où Murphy est mort.

### Commentaires
- La réplique « J'en prendrais pour un dollar ! » (I'd buy that for a dollar!), répétée plusieurs fois dans le film, provient de la nouvelle de Cyril M. Kornbluth intitulée La Longue Marche des cornichons (The Marching Morons), qui présente également une vision cynique d'un avenir sur-commercialisé et désensibilisé à la violence et à la guerre. Dans cette histoire courte, un jeu à la radio utilise la phrase « I'd buy that for a quarter » comme phrase de signature[8].
- Dans la scène du braquage de la station-service par Emil Antonowsky, le caissier (Spencer Prokop) s'entraîne sur le volume consacré à la géométrie plane des Schaum's Outlines series (en). Cette scène est une référence à Paul Verhoeven lui-même, qui porte des lunettes et a étudié les mathématiques aux Pays-Bas[8].
- La première directive prioritaire de RoboCop, « Serve the public trust » (Servir le public), a été inspirée par un biscuit chinois (fortune cookie)[8]. De plus, les trois directives (Serve the public trust ; Protect the innocent ; Uphold the law) sont des réminiscences des Trois lois de la robotique de l'auteur de science-fiction Isaac Asimov, publiées pour la première fois dans la nouvelle Runaround[8].
- Le pistolet de RoboCop, désigné dans le script comme un « Auto-9 », est un Beretta 93R modifié. Le canon a été agrandi et modifié pour ressembler à un coffret. L'arme dispose d'un sélecteur de tir, et peut tirer en semi-automatique ou par rafale de trois balles[8].
- Les « Cobra Assault Cannons » utilisés par les méchants du film sont des fusils anti-matériel à longue portée Barrett M82A1 de calibre .50 avec un peu de moulage en plastique ajouté sur le cadre et le viseur, à l'origine destinés à être incorporés avec des trucages en images de synthèse. Cette idée a été abandonnée en raison de contraintes budgétaires[8].
- Les voitures « OCP 6000 SUX », montrées dans des publicités dans le film, sont conçues sur un modèle d'Oldsmobile Cutlass (en) de 1976 à quatre portes ; leur nom est inspiré des Pontiac 6000. Le terme SUX (pour it sucks, littéralement « ça craint »[31]) est ironique[32].
- Les voitures de police sont des Ford Taurus modifiées[8]
- Les effets spéciaux du film ont été créés avec un ordinateur Commodore Amiga[8].
- Les scénaristes et les producteurs de RoboCop étaient préoccupés par le fait que les policiers seraient choqués par la représentation de leur image dans le film. Au contraire, ceux-ci ont adoré. Ils ont particulièrement apprécié la scène où RoboCop jette Boddicker successivement à travers trois vitres en verre tout en lui lisant une interprétation abrégée de ses droits Miranda[8].
- Lors de la sortie du film en VHS, l'ancien président américain Richard Nixon a été engagé pour promouvoir l'évènement et rémunéré 25 000 dollars. Il a fait don de l'argent au Boys Club of America[8],[33].
- Le personnage du Robocop et celui du Terminator se sont rencontrés dans les différentes histoires « RoboCop vs Terminator », parues dans les années 1990 dans des comics ou bien dans des jeux vidéo.
- Des comics de ROM, le Chevalier de l'espace sont visibles sur les présentoirs de la supérette qui se fait braquer, ainsi qu'à côté de Jimmy lorsqu'il regarde la série TJ Lazer. Ce personnage de la maison d'édition Marvel fait partie des inspirations du design de RoboCop[34]. La première couverture de la série ROM a d'ailleurs été dessinée par Frank Miller qui a ensuite participé aux scénarios des films RoboCop 2 et RoboCop 3 et écrit ceux de plusieurs bandes dessinées RoboCop.

### Statue de RoboCop
Quelque 25 années après la sortie du film, une rumeur sur Internet a démarré visant à obtenir des fonds pour ériger une statue de RoboCop à Détroit. L'acteur de RoboCop, Peter Weller, crée alors une annonce sur le service public pour appuyer la proposition.
Finalement, en 2017 une campagne Kickstarter est créée et s’avère une réussite, les 2 718 contributeurs récoltant 67 436 dollars au total ; une statue de 12 pieds (3,60 m) est ensuite mise en production,,.
Le 2 mai 2018, Imagination Station annonce avoir obtenu un accord avec le Michigan Science Center (en), un musée à Détroit, afin d'héberger l'installation permanente de la statue de RoboCop.